# Emancipazione ebraica

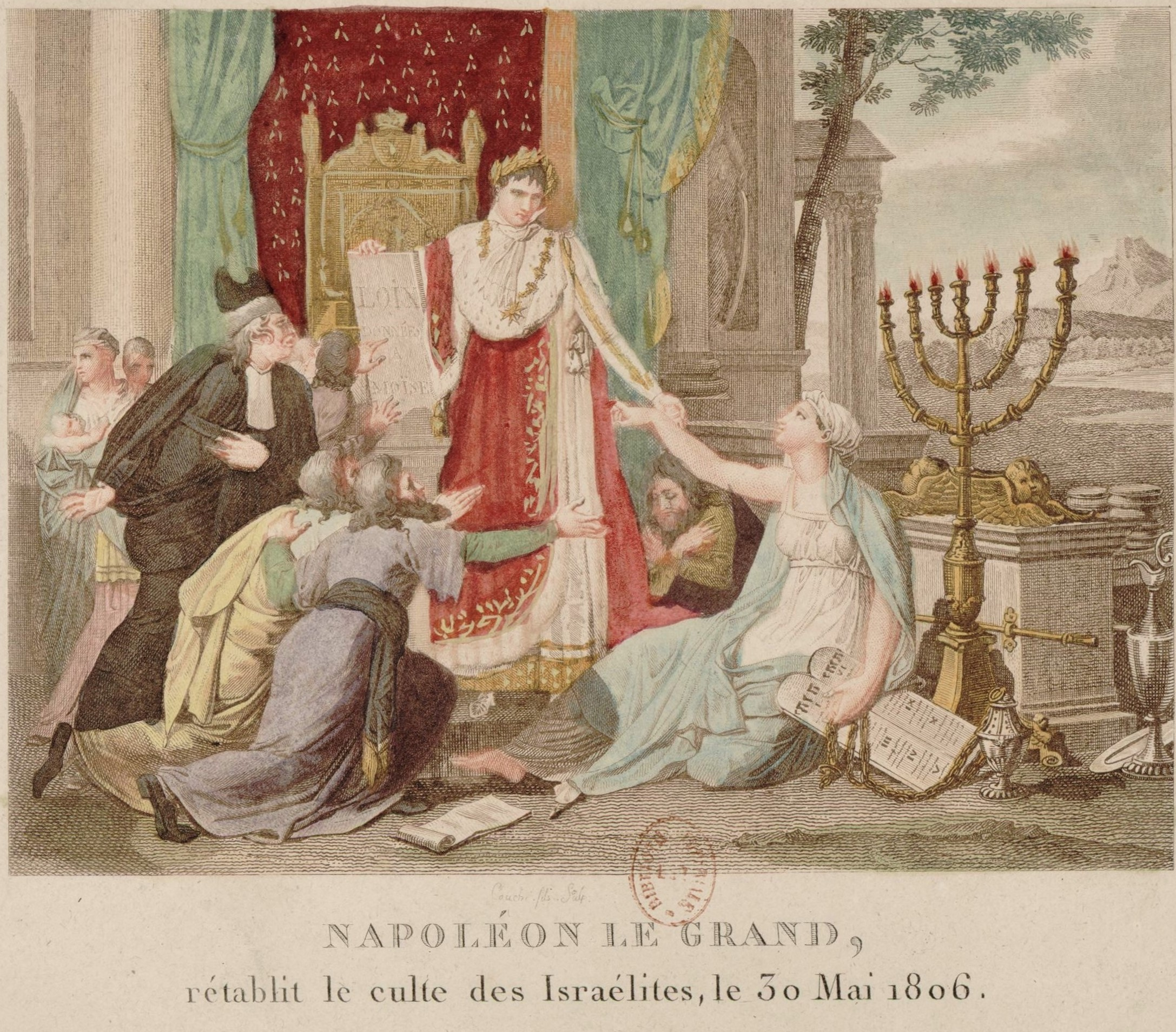
Stampa francese del 1806 che illustra "Napoleone e l'emancipazione degli ebrei"

L‘emancipazione degli ebrei fu un processo esterno ed interno che si sviluppò in varie nazioni e vide l'espansione dei diritti della popolazione ebraica d'Europa, compreso il riconoscimento dei diritti di cittadini paritari, e l'assegnazione formale di cittadinanza ai singoli individui. Comprese l'impegno nell'ambito delle varie comunità di integrarsi nella società come cittadini.
Occorse gradualmente a partire dal XVIII secolo fino al XX secolo. L'emancipazione ebraica fece seguito all'Età dell'Illuminismo e alla concomitante Haskalah (Illuminismo ebraico). Varie nazioni abrogarono o sostituirono precedenti leggi discriminatorie applicate in particolare contro ebrei nei loro luoghi di residenza. Prima dell'emancipazione, la maggior parte degli ebrei erano isolati in zone residenziali ai margini della società; l'emancipazione fu un importante obiettivo degli ebrei europei di quel tempo, che operarono nelle proprie comunità per raggiungere l'integrazione nella società maggioritaria e un'istruzione più ampia. Molti divennero attivi politicamente e culturalmente all'interno della più vasta società civile europea, man mano che gli ebrei acquisivano la piena cittadinanza. Emigrarono in paesi che offrivano migliori opportunità sociali ed economiche, come ad esempio la Gran Bretagna e le Americhe. In seguito, soprattutto quando confrontati da regimi oppressivi come l'Impero russo o da antisemitismo costante, alcuni ebrei europei e non solo si volsero verso movimenti rivoluzionari come il socialismo e il sionismo e anche l'anarchismo.

## Storia
Gli ebrei (o giudei) sono stati oggetto di una variabile gamma di restrizioni per gran parte della storia europea. Nel Concilio Lateranense IV del 1215, furono previste norme per gli ebrei e poi per i musulmani inerenti indumenti speciali. In Italia prima della Controriforma il "segno" di fatto ebbe scarsa applicazione. Ad esempio nell'area tedesca invece era diffuso il Judenhut (cappello a punta, che tradizionalmente indossavano) e il "distintivo giallo", per distinguerli dai cristiani. La pratica della religione ebraica fu spesso limitata e gli ebrei dovettero fare giuramenti speciali.
Agli ebrei non era permesso partecipare alla vita pubblica e accademica e spesso erano fortemente limitati sia nelle professioni liberali come nel possesso fondiario.
Alcuni paesi formalmente vietavano il loro ingresso, come la Norvegia, la Svezia e la Spagna dopo l'espulsione alla fine del XV secolo.
Il rabbinato era l'obiettivo più alto di molti giovani uomini ebrei e lo studio della Torah (i primi cinque libri della Bibbia - Pentateuco) e del Talmud era il mezzo per ottenere una posizione ambita.
Il coinvolgimento degli ebrei nella società europea ebbe inizio durante l'Illuminismo; la maggioranza degli illuministi, pur criticando la religione ebraica come tutte le religioni organizzate, sono favorevoli all'emancipazione in nome della tolleranza e dell'uguaglianza, anche quando esprimono sentimenti antigiudaici a livello personale (ad esempio Voltaire, le cui opere sono accusate di contenere stereotipi antisemiti). La Haskalah, movimento ebraico che sosteneva l'adozione di valori illuministici, chiedeva l'espansione di diritti degli ebrei nella società europea.
I sostenitori della Haskalah proclamavano "l'uscita dal ghetto", non solo fisicamente ma anche mentalmente e spiritualmente.
Nel 1782 l'imperatore Giuseppe II d'Austria, di idee illuministe, concesse ai sudditi ebrei, compresi quelli dei territori asburgici d'Italia, una sostanziale parità con gli altri sudditi, con la specifica patente di tolleranza per gli ebrei; provvedimento non revocato dai suoi successori.
Il secondo Stato al mondo ad emettere un editto di tolleranza comprendente anche gli ebrei (sebbene rivolto genericamente a tutti i non cattolici, e specificatamente agli ugonotti dopo l'abolizione dell'editto di Nantes) fu la Francia nel 1787, con l'Editto di Versailles, firmato da Luigi XVI e preparato con il giurista Guillaume-Chrétien de Lamoignon de Malesherbes. Gli ebrei ottennero il pieno diritto al culto e di circolazione, ma non l'accesso alle cariche pubbliche più importanti, in quanto il Parlamento di Parigi (il principale tribunale) aggiunse delle clausole di esclusione.
Il 28 settembre 1791, durante la prima fase della rivoluzione l'Assemblea Nazionale Costituente di Francia emancipò la sua popolazione ebraica. I 40.000 ebrei che vivevano in Francia al tempo dell'emancipazione, ottennero una parificazione completa quali cittadini, furono ammessi a tutte le cariche ed ebbero il diritto di voto conformemente alle leggi, sebbene con alcuni problemi; dovettero confrontarsi con le opportunità e sfide offerte dall'emancipazione. La parità civica da loro ottenuta divenne un modello per gli altri ebrei europei. Il provvedimento fu sostenuto caldamente da diversi politici: Honoré Gabriel Riqueti de Mirabeau, il vescovo costituzionale abbé Henri Grégoire, Maximilien de Robespierre, Adrien Duport, Antoine Barnave e il conte Stanislas de Clermont-Tonnerre, sostenitore come molti dell'assimilazione pubblica della "nazione ebraica", e della libertà privata di praticare il culto, atteggiamento diffuso nel sentimento laicista illuminista. Grégoire e Robespierre si distinsero in particolare per il loro favore verso gli ebrei. 
(Maximilien Robespierre)
Questi provvedimenti non furono mai revocati fino all'occupazione nazista e al regime di Vichy (1940-1944), nonostante la recrudescenza dell'antisemitismo in occasione dell'affare Dreyfus di fine XIX secolo.
Nel 1796 e 1834, i Paesi Bassi concessero agli ebrei gli stessi diritti dei gentili. Durante il periodo di Napoleone furono parificati gli ebrei nelle aree che i francesi avevano conquistato in Europa, fuori del territorio francese, tramite l'editto imperiale del 1806 che raccoglieva e integrava le norme precedenti, e la sua estensione a tutti gli stati satelliti del Primo Impero Francese.
La Grecia garantì diritti paritari agli ebrei nel 1830.
Il Regno di Sardegna emancipò gli ebrei piemontesi nel 1848, pochi mesi dopo i protestanti (valdesi); e in seguito queste norme furono automaticamente  applicate nel costituendo Regno d'Italia sin dai plebisciti del 1859, fino alla presa di Roma, che nel 1870 li estese a tutto il territorio italiano. Gli ebrei italiani vissero pienamente integrati fino a quando il regime fascista introdusse le leggi razziali del 1938, completamente abolite sull'intero territorio nel 1945.
Con la metà del secolo XIX (rivoluzioni del 1848 etc) i movimenti politici ebraici iniziarono a persuadere i governi della Gran Bretagna, Europa centrale e orientale a concedere diritti paritari agli ebrei.
In Italia, Francia e nel Regno Unito tra il XIX e il XX secolo vi furono diversi primi ministri di origine ebraica: Benjamin Disraeli, Leon Blum, Alessandro Fortis, Luigi Luzzatti (il primo premier ebreo italiano a non essere un convertito) e Sidney Sonnino, oltre al sindaco di Roma Ernesto Nathan.

## Movimenti di emancipazione
Le prime fasi dei movimenti di emancipazione ebraica facevano parte degli sforzi progressivi generali per raggiungere la libertà civile e ottenere i diritti da parte delle minoranze. La questione della parità di diritti per gli ebrei era legata alle richieste di costituzioni e di diritti civili in varie nazioni. Statisti e intellettuali ebrei, come Heinrich Heine, Johann Jacoby, Gabriel Riesser, Berr Isaac Berr e Lionel Nathan Rothschild, operavano con il movimento generale per la libertà civile e politica, piuttosto che per gli ebrei in particolare.
A fronte di persistenti incidenti anti-ebraici e accuse del sangue, come l'Affare di Damasco del 1840, e il rifiuto di molti Stati di emancipare gli ebrei, le organizzazioni ebraiche si misero in mozione per spingere all'emancipazione e alla protezione della propria gente. Il Board of Deputies of British Jews (Consiglio dei Deputati ebrei britannici) sotto la guida di Moses Montefiore, il Concistoro Centrale di Parigi e l'Alliance Israelite Universelle, iniziarono tutti ad operare per garantire la libertà degli ebrei.
L'emancipazione ebraica, attuata durante il dominio napoleonico negli stati occupati e annessi dai francesi, subì una battuta d'arresto in molti Stati membri del Confederazione tedesca a seguito delle decisioni del Congresso di Vienna. Nella revisione finale dei diritti degli ebrei da parte del Congresso, l'emissario della Libera Città Anseatica di Brema, Johann Smidt - non autorizzato e senza consenso delle altre parti - modificò il testo da "I confessori della fede ebraica si conservano i diritti già concessi a loro negli Stati confederali", sostituendo una sola parola, che comportò gravi conseguenze, in: "I confessori della fede ebraica sono conservati i diritti già concessi a loro dagli stati confederali." Un certo numero di stati tedeschi utilizzarono la versione modificata del testo come fondamento giuridico per revocare l'emancipazione napoleonica dei cittadini ebrei. L'emissario prussiano Wilhelm von Humboldt e l'austriaco Klemens von Metternich promossero la conservazione della emancipazione ebraica, come sostenuta dai loro paesi, ma non ebbero successo in altri.
Durante le rivoluzioni del 1848, l'emancipazione ebraica fu concessa secondo i Diritti di Base del Parlamento di Francoforte (art. 13), che affermava che i diritti civili non dovevano essere subordinati alla fede religiosa. Ma solo alcuni stati tedeschi introdussero la decisione del parlamento di Francoforte come legge di stato, tra cui Amburgo; altri stati furono riluttanti. Stati tedeschi importanti, come la Prussia (1812) , Württemberg (1828), l'Elettorato d'Assia (1833) e Hannover (1842) avevano già emancipato i loro ebrei come cittadini. Alcune delle prime comunità ebraiche emancipate continuarono a subire discriminazioni persistenti o nuove de facto sebbene illegali, particolarmente contro quegli ebrei che cercavano di raggiungere una carriera statale o didattica. Quei pochi stati che si erano astenuti dal concedere l'emancipazione agli ebrei, furono costretti a farlo da un atto della Confederazione Tedesca del Nord il 3 luglio 1869 o quando aderirono alla nuova Germania unita nel 1871. L'emancipazione di tutti gli ebrei tedeschi fu abrogata dalla Germania nazista dal 1933 alla fine della Seconda Guerra Mondiale.

## Date
In alcuni paesi, l'emancipazione avvenne con un unico atto. In altri, vennero concessi inizialmente dei diritti limitati, nella speranza che gli ebrei "cambiassero per il meglio".
| Anno | Nazione                                                            |
| ---- | ------------------------------------------------------------------ |
| 1264 | Polonia                                                            |
| 1782 | Austria/Sacro Romano Impero                                        |
| 1789 | Stati Uniti (Governo Federale)                                     |
| 1791 | Francia                                                            |
| 1796 | Repubblica Batava                                                  |
| 1808 | Granducato d'Assia                                                 |
| 1808 | Vestfalia                                                          |
| 1811 | Granducato di Francoforte                                          |
| 1812 | Meclemburgo-Schwerin                                               |
| 1812 | Prussia                                                            |
| 1828 | Württemberg                                                        |
| 1830 | Belgio                                                             |
| 1830 | Grecia                                                             |
| 1832 | Canada                                                             |
| 1833 | Elettorato d'Assia                                                 |
| 1834 | Regno Unito dei Paesi Bassi                                        |
| 1835 | Svezia-Norvegia                                                    |
| 1839 | Impero ottomano                                                    |
| 1842 | Regno di Hannover                                                  |
| 1848 | Nassau                                                             |
| 1849 | Amburgo                                                            |
| 1849 | Regno di Sardegna                                                  |
| 1849 | Danimarca                                                          |
| 1856 | Svizzera                                                           |
| 1858 | Regno Unito                                                        |
| 1861 | Italia                                                             |
| 1862 | Baden                                                              |
| 1863 | Holstein                                                           |
| 1864 | Città libera di Francoforte                                        |
| 1867 | Impero austro-ungarico                                             |
| 1869 | Confederazione Tedesca del Nord                                    |
| 1871 | Germania                                                           |
| 1877 | New Hampshire (ultimo stato USA ad emanare la piena emancipazione) |
| 1878 | Bulgaria                                                           |
| 1878 | Serbia                                                             |
| 1890 | Brasile                                                            |
| 1910 | Spagna                                                             |
| 1911 | Portogallo                                                         |
| 1917 | Russia                                                             |
| 1923 | Romania                                                            |

## Conseguenze dell'emancipazione ebraica

### Emancipazione e pratica dell'ebraismo
L'emancipazione modificò il rapporto assai stretto che gli ebrei avevano avuto fino allora con la loro religione, che sembrava non potesse più governare esclusivamente la loro vita. Molti considerarono una meno stretta pratica dell'Ebraismo come una possibilità di integrarsi con i valori e lo stile di vita dei loro concittadini non ebrei di stampo liberaleggiante. L'emancipazione avvenuta in Francia, Italia, Germania, almeno durante l'Impero, permise a molti ebrei di lasciare i ghetti. Essa contribuì, tra i risultati della Haskalah, allo sviluppo sia dell'Ebraismo riformato e sia di quello conservatore all'inizio del XIX secolo. L'emancipazione contribuì talvolta all'assimilazione degli ebrei invece che alla loro integrazione nella vita europea, e in taluni casi alla loro scomparsa culturale. In particolare i matrimoni misti spesso portarono i figli alla perdita della identità ebraica. Il Rabbi Samson Raphael Hirsch ha definito una visione moderna del giudaismo ortodosso, consentendo agli ebrei ortodossi di partecipare pienamente alla società. L'opera di questo rabbino, nella sua visione moderna dell'Ebraismo ortodosso, consentì gli ebrei osservanti di partecipare alla società civile senza rinnegare la tradizione  .